# Gelendzjik
Gelendzjik (Russisch: Геленджик) is een Russische stad in kraj Krasnodar. Het is een badplaats aan de gelijknamige baai aan de Zwarte Zee.
Ten tijde van de Romeinen was hier een handelsnederzetting en later was er een nederzetting van Tsjerkessen. Tot 1829 behoorde het gebied bij het Osmaanse rijk en in 1831 ontstond er een Russische vesting die in 1915 een stad werd. De stad werd vanwege het subtropisch klimaat al snel door toeristen bezocht (rond 1940 zo'n 60.000 per jaar) en in 1970 werd Gelendzjik door de regering van de Sovjet-Unie tot een kuuroord van nationale betekenis verklaard.
Toerisme is de belangrijkste drijfveer van de economie. Gelendzjik ligt aan de wegen A-147 en M-4 en in 2010 werd er een luchthaven geopend.

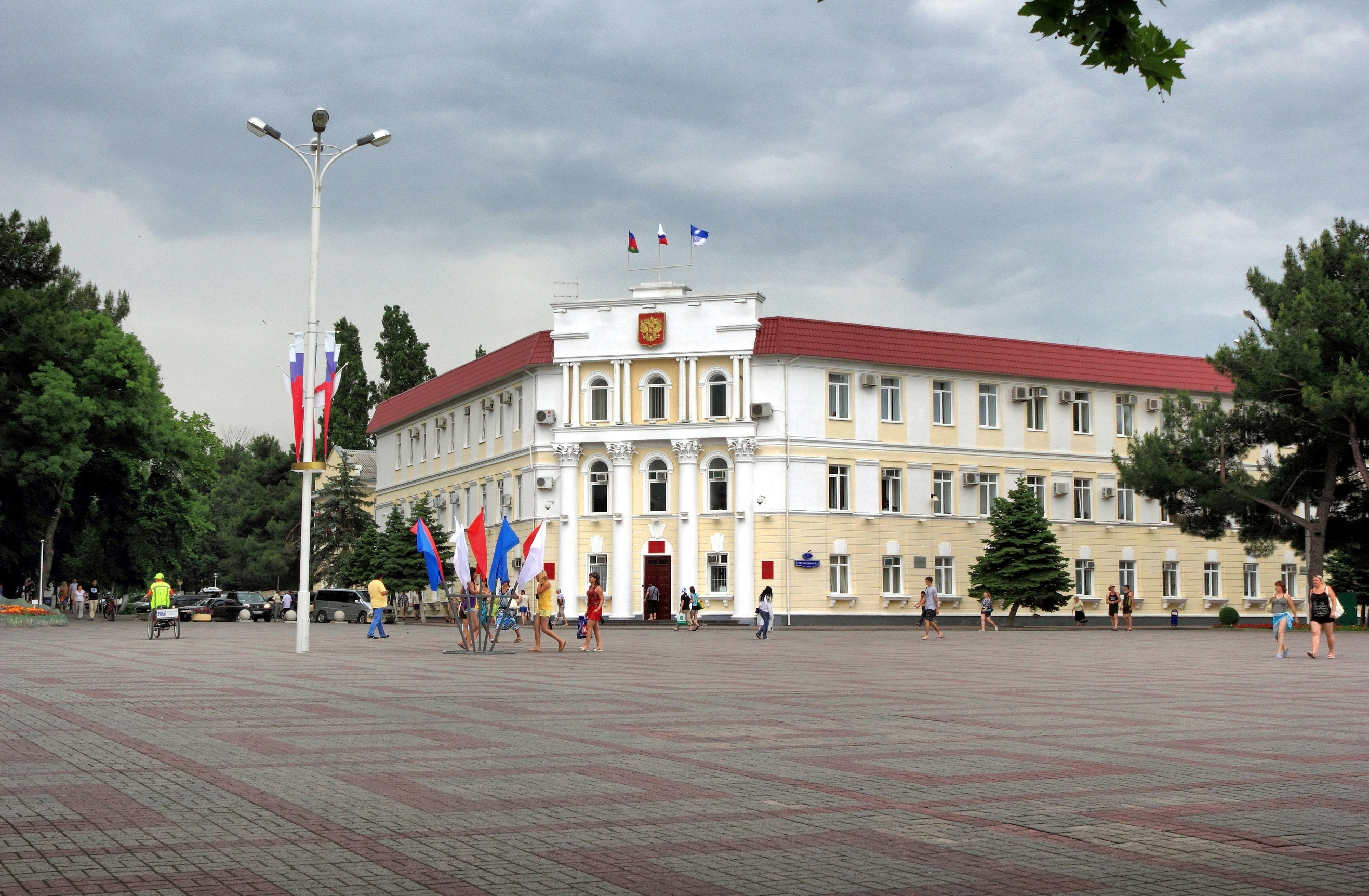
Het stadhuis

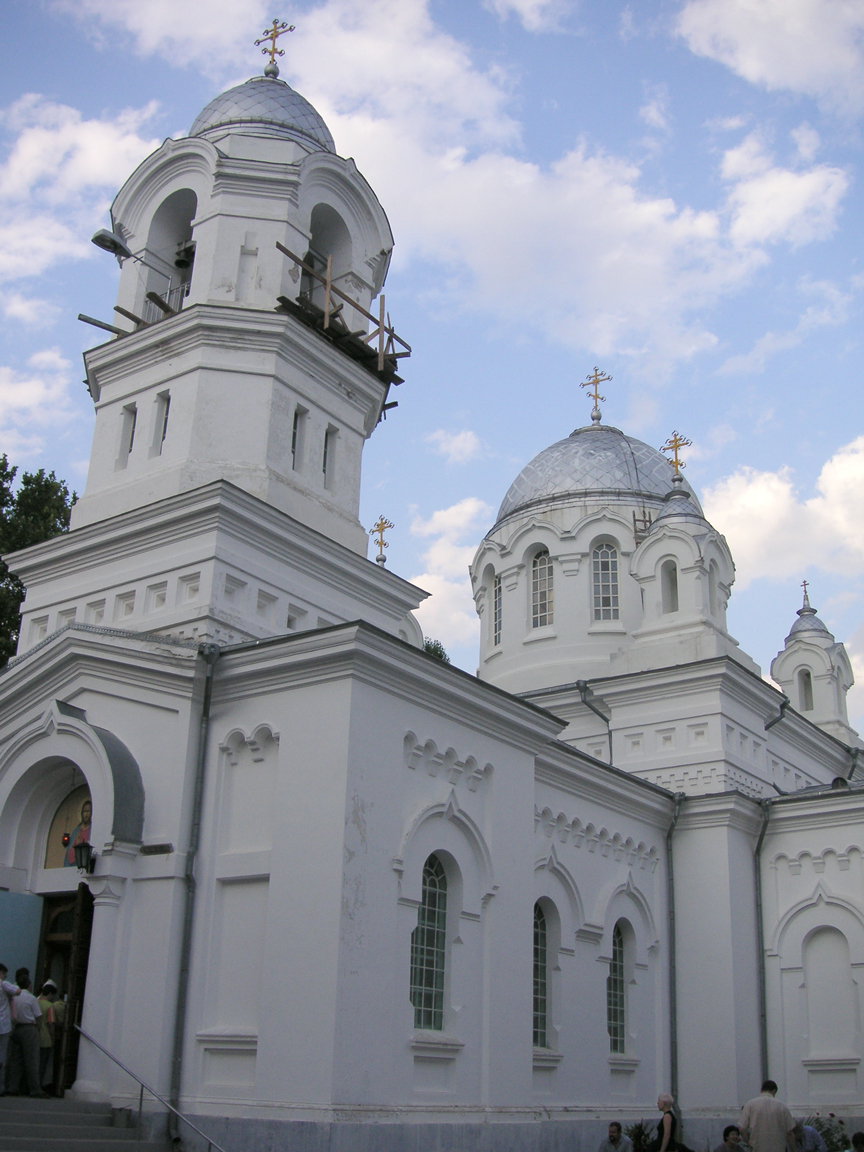
Kathedraal

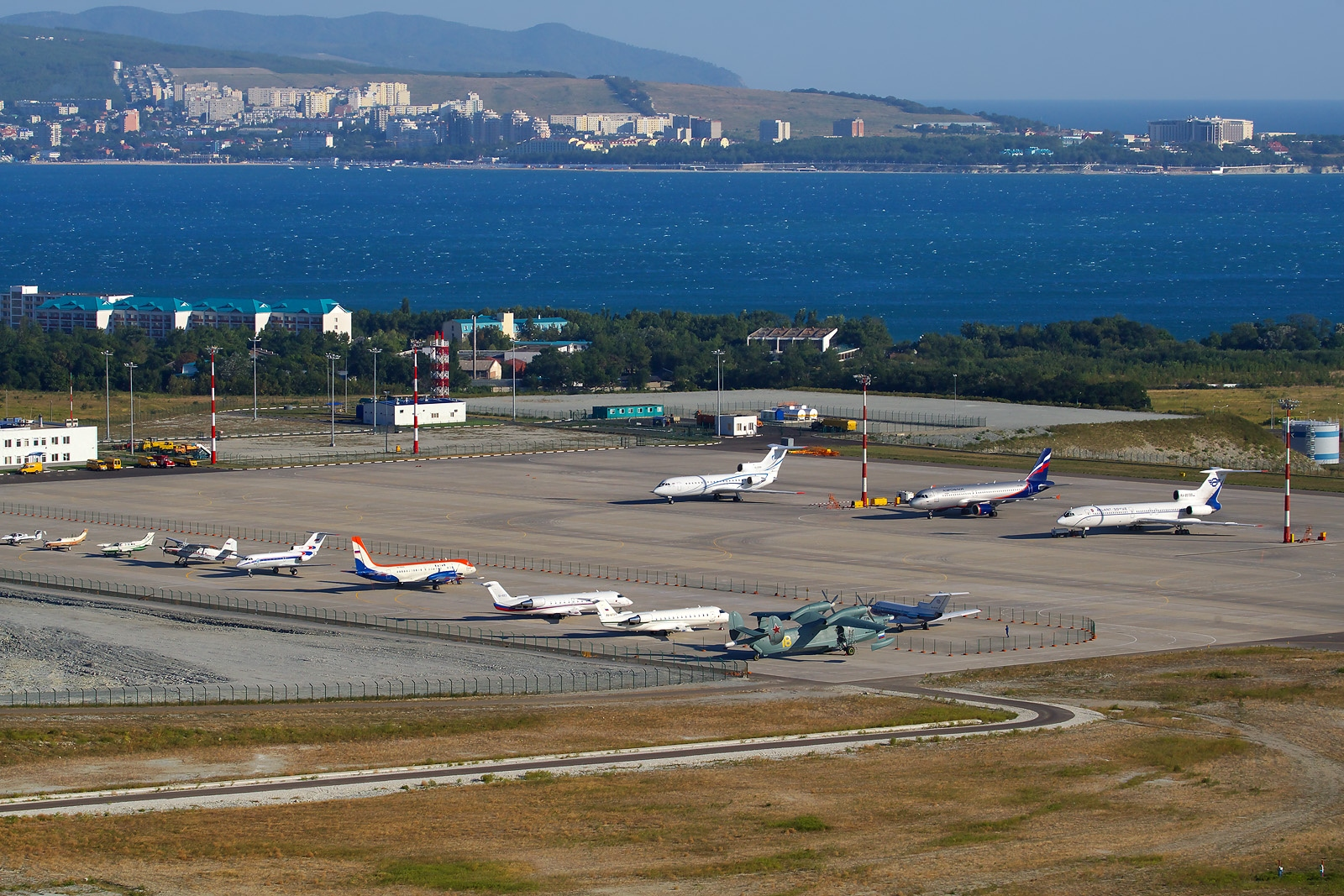
Het vliegveld

## Geboren
- Vjatsjeslav Krasilnikov (1991), beachvolleyballer

Bestuurlijk centrum: Krasnodar

Steden: Abinsk · Anapa · Apsjeronsk · Armavir · Beloretsjensk · Chadyzjensk · Gelendzjik · Goelkevitsji · Gorjatsji Kljoetsj · Jejsk · Koerganinsk · Korenovsk · Kropotkin · Krymsk · Labinsk · Novokoebansk · Novorossiejsk · Oest-Labinsk · Primorsko-Achtarsk · Slavjansk aan de Koeban · Sotsji · Temrjoek · Tichoretsk · Timasjovsk · Toeapse

Districten: Abinski · Anapski · Apsjeronski · Beloglinski · Beloretsjenski · Brjoekchovetski · Dinskoj · Goelkevitsjski · Jejski · Kalininski · Kanevskoj · Kavkazski · Koerganinski · Koesjtsjovski · Korenovski · Krasnoarmejski · Krylovski · Krymski · Labinski · Leningradski · Mostovski · Novokoebanski · Novopokrovski · Oespenski · Oest-Labinski · Otradnenski · Pavlovski · Primorsko-Achtarski · Severski · Sjtsjerbinovski · Slavjanski · Starominski · Tbilisski · Temrjoekski · Tichoretski · Timasjovski · Toeapsinski · Vyselkovski